# Dan O'Connell
Pour les articles homonymes, voir O'Connell.
Dan O'Connell (né en 1950) est un réalisateur de films pornographiques.
Il est le président et cofondateur des studios de cinéma Girlfriends Films spécialisés dans les films lesbiens.

## Récompenses
En 2012, il remporte le XBIZ Award de l'Homme de l'année (Man of the Year).